# 偏偏喜歡你 (歌曲)
《偏偏喜歡你》，由鄭國江填詞、周啟生編曲、陳百強作曲並演唱，收錄於陳百強1983年的粵語專輯《偏偏喜歡你》，為陳百強其中一首最著名的代表作，獲得1983年度港台「十大中文金曲」，亦是一首少數在中國大陸為人所熟知的粵語歌。
此曲是一首以G大調寫成、BPM 80、4/4節拍的中國小調式抒情曲。

## 創作背景
陳百強很喜歡張德蘭的《情若無花不結果》，便請周啟生為自己也創作一首類似的歌，但未收到作品，後來陳百強在通利琴行試琴時據此曲找到靈感寫出《偏偏喜歡你》。
鄭國江透露這首歌詞的部分靈感是來自於他的一位前小學學生的故事。鄭老師有一位學生，后來移民去了加拿大，並且和一位心儀的女孩結了婚，但是婚后不久卻因為一些事情離婚了，但是這個學生對前妻癡心不已，總希望有一天能和妻子復合，后來學生在妻子上班的地方附近開了一家花店，希望每天都能看著她上下班。這個學生的“癡”深深感動了鄭老師，便將他的癡寫進了歌里。
鄭國江透露陳百強曾致電告知他已將原詞中的「偏偏鍾意你」（音調5-5-2-1-1）改成了「偏偏喜歡你」(音調5-5-2-2-1)，鄭國江說能根據新詞自行更改曲調是作曲歌手特有的優點。
張德蘭參與了此曲的和音。

## 反響和評價
《偏偏喜歡你》是陳百強其中一首最受歡迎的代表作。
《偏偏喜歡你》獲得香港電台「中文歌曲龍虎榜」1983年第35週冠軍，並入選1983年度十大中文金曲頒獎禮的「十大中文金曲」。
《偏偏喜歡你》(連同《一生何求》)被公認為是在中國大陸影響力和傳唱度最高的粵語歌之一。

## 翻唱版本
| 年份 | 歌手           | 場合/專輯                                             |
| ---- | -------------- | ----------------------------------------------------- |
| 1983 | 張國榮         | 83曼谷演唱會                                          |
| 1993 | 羅文           | 1993創作人音樂會                                      |
| 1993 | 張學友、費玉清 | 「龍兄虎弟」節目                                      |
| 1994 | 劉小慧         | 陳百強金曲紀念演唱會                                  |
| 1994 | 梅艷芳         | 1993年度「十大中文金曲頒獎典禮」 天王天后慈善音樂夜   |
| 2006 | 林志美         | 《原美主義》專輯                                      |
| 2009 | 柳影虹         | 一柳柔情有影虹演唱会                                  |
| 2011 | 張靚穎         | 2011廣州演唱會                                        |
| 2012 | 張德蘭         | 《重遇》專輯                                          |
| 2013 | 李幸倪         | 《Ginetic》專輯                                       |
| 2014 | 蔡楓華         | 蔡楓華情牽我心演唱會                                  |
| 2015 | 曾航生         | 珠江頻道「粵唱越響」第八集“不朽的名曲”致敬環節        |
| 2016 | 陳曉東、譚晶   | 「蒙面唱將猜猜猜」第一季第二期第一輪                  |
| 2018 | 楊宗緯         | 楊宗緯聲聲聲聲Vocal巡唱Plus - 廣州場 楊宗緯澳門演唱會 |
| 2018 | 黎瑞恩         | 港台「2000靓歌再重聚」                                |
| 2018 | 陳慧嫻         | 《環球高歌陳百強》合輯 高歌陳百強演唱會               |
| 2019 | 區瑞強、張偉文 | 無線電視「流行經典50年」                              |
| 2020 | 李克勤、那英   | 東方衛視「我們的歌」賀歲篇                            |
| 2020 | 楊千嬅、胡夏   | 東方衛視「我們的歌」第三季第一期                      |
| 2020 | 容祖兒         | 廣東衛視「流淌的歌聲」第二季                          |
| 2021 | 張智霖、袁詠儀 | 江蘇衛視「蒙面唱将猜猜猜」第五季第十場                |
| 2022 | 王霏霏         | 中国青年报•中青在线“粤好听•青春重置计划特别篇”        |
| 2023 | 區瑞強         | 鄭國江50+2周年「詞名一生演唱會」                      |
| 2023 | 周柏豪         | 大灣區音樂匯                                          |
| 2023 | 張靚穎         | 「光」巡回演唱會廣州站                                |
| 2023 | 蔡楓華         | 蔡楓華永記情深演唱會                                  |
| 2024 | 黄凯芹         | 耳愛傳聲·18週年慈善演唱會2024                         |
| 2025 | 蔡楓華         | 蔡楓華情記心中演唱會                                  |

## 另見
- 陳百強《偏偏喜歡你》專輯